# Protichneumon rufocinctus
Protichneumon rufocinctus är en stekelart som först beskrevs av Cameron 1903.  Protichneumon rufocinctus ingår i släktet Protichneumon och familjen brokparasitsteklar. Inga underarter finns listade i Catalogue of Life.